# Гранд-Фоллс (парафія, Нью-Брансвік)
Гранд-Фоллс (англ. Grand Falls) — парафія в Канаді, у провінції Нью-Брансвік, у складі графства Вікторія.

## Населення
За даними перепису 2016 року, парафія нараховувала 1109 осіб, показавши скорочення на 5,4%, порівняно з 2011-м роком. Середня густина населення становила 7 осіб/км².
З офіційних мов обидвома одночасно володіли 525 жителів, тільки англійською — 545, тільки французькою — 35.
Працездатне населення становило 64,2% усього населення, рівень безробіття — 18,5% (25,7% серед чоловіків та 7,5% серед жінок). 85,5% осіб були найманими працівниками, а 10,5% — самозайнятими.
Середній дохід на особу становив $32 222 (медіана $27 392), при цьому для чоловіків — $37 320, а для жінок $27 015 (медіани — $31 616 та $25 152 відповідно).
39,4% мешканців мали закінчену шкільну освіту, не мали закінченої шкільної освіти — 26,9%, 33,2% мали післяшкільну освіту, з яких 28,1% мали диплом бакалавра, або вищий.
| Статево-вікова структура населення | Статево-вікова структура населення | Статево-вікова структура населення | Статево-вікова структура населення | Статево-вікова структура населення |
| ---------------------------------- | ---------------------------------- | ---------------------------------- | ---------------------------------- | ---------------------------------- |
|                                    |                                    |                                    |                                    |                                    |
| Всього                             | Всього                             | 50,7%49,3%                         |                                    |                                    |
| 0 — 14 років                       | 0 — 14 років                       |                                    | 15,8%                              | 15,8%                              |
| 15 — 64 років                      | 15 — 64 років                      |                                    | 68,9%                              | 68,9%                              |
| 65 і більше                        | 65 і більше                        |                                    | 15,3%                              | 15,3%                              |
| 85 і більше                        | 85 і більше                        |                                    | 1,8%                               | 1,8%                               |
| Середній вік (років)               | Середній вік (років)               | 41,942,0                           | 42,0                               | 42,0                               |
| Медіана (років)                    | Медіана (років)                    | 45,245,6                           | 45,4                               | 45,4                               |
| — чоловіки — жінки                 |                                    |                                    |                                    |                                    |

| Походження мешканців:     | Походження мешканців:     | Походження мешканців: | Походження мешканців: | Походження мешканців: |
| ------------------------- | ------------------------- | --------------------- | --------------------- | --------------------- |
| Походження                |                           |                       | осіб                  | %                     |
| Корінні американці        | Корінні американці        |                       | 120                   | 10.81%                |
| Інше північноамериканське | Інше північноамериканське |                       | 715                   | 64.41%                |
| Європейське               | Європейське               |                       | 720                   | 64.86%                |
| британське                | британське                |                       | 575                   | 51.8%                 |
| французьке                | французьке                |                       | 320                   | 28.83%                |

| Зайнятість населення за галузями (за класифікацією NOC): | Зайнятість населення за галузями (за класифікацією NOC): | Зайнятість населення за галузями (за класифікацією NOC): | Зайнятість населення за галузями (за класифікацією NOC): | Зайнятість населення за галузями (за класифікацією NOC): |
| -------------------------------------------------------- | -------------------------------------------------------- | -------------------------------------------------------- | -------------------------------------------------------- | -------------------------------------------------------- |
|                                                          |                                                          |                                                          |                                                          |                                                          |
| Управління                                               | Управління                                               |                                                          | 10,9%                                                    | 10,9%                                                    |
| Бізнес, фінанси та адміністрування                       | Бізнес, фінанси та адміністрування                       |                                                          | 11,8%                                                    | 11,8%                                                    |
| Природничі та прикладні науки                            | Природничі та прикладні науки                            |                                                          | 1,7%                                                     | 1,7%                                                     |
| Охорона здоров'я                                         | Охорона здоров'я                                         |                                                          | 4,2%                                                     | 4,2%                                                     |
| Освіта, правозахист, муніципальні та урядові служби      | Освіта, правозахист, муніципальні та урядові служби      |                                                          | 15,1%                                                    | 15,1%                                                    |
| Роздрібна торгівля та послуги                            | Роздрібна торгівля та послуги                            |                                                          | 16%                                                      | 16%                                                      |
| Гуртова торгівля, транспорт та обладнання                | Гуртова торгівля, транспорт та обладнання                |                                                          | 26,1%                                                    | 26,1%                                                    |
| Природні ресурси, сільське господарство                  | Природні ресурси, сільське господарство                  |                                                          | 7,6%                                                     | 7,6%                                                     |
| Виробництво                                              | Виробництво                                              |                                                          | 7,6%                                                     | 7,6%                                                     |

## Клімат
Середня річна температура становить 3,4°C, середня максимальна – 22,3°C, а середня мінімальна – -20,6°C. Середня річна кількість опадів – 1 037 мм.
| Клімат поселення                              | Клімат поселення | Клімат поселення | Клімат поселення | Клімат поселення | Клімат поселення | Клімат поселення | Клімат поселення | Клімат поселення | Клімат поселення | Клімат поселення | Клімат поселення | Клімат поселення | Клімат поселення |
| Показник                                      | Січ.             | Лют.             | Бер.             | Квіт.            | Трав.            | Черв.            | Лип.             | Серп.            | Вер.             | Жовт.            | Лист.            | Груд.            |                  |
| Середній максимум, °C                         | −6,91            | −5,18            | 1,55             | 9,15             | 16,91            | 22,26            | 22,29            | 21,31            | 16,16            | 10,10            | 3,70             | −4,54            |                  |
| Середня температура, °C                       | −13,74           | −12,03           | −5,29            | 2,30             | 10,06            | 15,42            | 18,22            | 17,25            | 12,08            | 6,01             | −0,36            | −8,62            |                  |
| Середній мінімум, °C                          | −20,59           | −18,88           | −12,14           | −4,54            | 3,21             | 8,57             | 14,13            | 13,17            | 8,00             | 1,93             | −4,44            | −12,68           |                  |
| Норма опадів, мм                              | 80               | 61               | 67               | 66               | 86               | 91               | 114              | 104              | 100              | 86               | 93               | 89               |                  |
| Середньомісячна швидкість вітру, м/с          | 3.90             | 3.96             | 4.18             | 4.00             | 3.76             | 3.40             | 3.09             | 3.00             | 3.30             | 3.68             | 3.80             | 3.87             |                  |
| Середньомісячна сонячна радіація, кДж/м²·день | 5120             | 8452             | 12373            | 15888            | 18538            | 20376            | 19660            | 17362            | 12711            | 7817             | 4673             | 3896             |                  |
| --------------------------------------------- | ---------------- | ---------------- | ---------------- | ---------------- | ---------------- | ---------------- | ---------------- | ---------------- | ---------------- | ---------------- | ---------------- | ---------------- | ---------------- |
| Джерело:                                      |                  |                  |                  |                  |                  |                  |                  |                  |                  |                  |                  |                  |                  |